# Ricardo López Felipe
Ricardo López Felipe, noto semplicemente come Ricardo (Madrid, 30 dicembre 1971), è un allenatore di calcio ed ex calciatore spagnolo, di ruolo portiere, tecnico del Los Yébenes.

## Carriera

### Club
Ha iniziato la sua carriera nel Real Ávila Club de Fútbol per poi giocare 6 anni nella prima e nella seconda squadra dell'Atlético Madrid. Successivamente ha giocato nel Valladolid per poi trasferirsi nel 2002 al Manchester United con la speranza di risolvere i problemi di portiere della squadra inglese, ma ha giocato solo qualche partita della Champions League e solo in un incontro della Premier League, debuttando contro il Blackburn.
Non trovando più occasioni di giocare con la prima squadra, nella stagione 2003-2004 si trasferì per un anno al Racing Santander. Ritorna quindi al Manchester United, dove la presenza di Fabien Barthez gli impedisce di giocare titolare e lo spinge a trasferirsi nuovamente nella Primera División all'Osasuna dove contribuisce a raggiungere il quarto posto e a qualificarsi per i preliminari di Champions League. Il 1º giugno 2013 chiude la sua carriera professionistica, nella sconfitta del suo Osasuna per 4-2 al Santiago Bernabéu, contro il Real Madrid: in questa partita batterà il record di Amedeo Carboni come giocatore più anziano ad aver disputato una partita della Liga spagnola.

### Nazionale
Prima di trasferirsi al Manchester United, Ricardo è stato convocato con la nazionale spagnola per partecipare al Mondiale 2002.

## Statistiche

### Cronologia presenze e reti in nazionale
| Cronologia completa delle presenze e delle reti in nazionale ― Spagna | Cronologia completa delle presenze e delle reti in nazionale ― Spagna | Cronologia completa delle presenze e delle reti in nazionale ― Spagna | Cronologia completa delle presenze e delle reti in nazionale ― Spagna | Cronologia completa delle presenze e delle reti in nazionale ― Spagna | Cronologia completa delle presenze e delle reti in nazionale ― Spagna | Cronologia completa delle presenze e delle reti in nazionale ― Spagna | Cronologia completa delle presenze e delle reti in nazionale ― Spagna |
| Data                                                                  | Città                                                                 | In casa                                                               | Risultato                                                             | Ospiti                                                                | Competizione                                                          | Reti                                                                  | Note                                                                  |
| --------------------------------------------------------------------- | --------------------------------------------------------------------- | --------------------------------------------------------------------- | --------------------------------------------------------------------- | --------------------------------------------------------------------- | --------------------------------------------------------------------- | --------------------------------------------------------------------- | --------------------------------------------------------------------- |
| 14-11-2001                                                            | Huelva                                                                | Spagna                                                                | 1 – 0                                                                 | Messico                                                               | Amichevole                                                            | -                                                                     | 80’                                                                   |
| 21-8-2002                                                             | Budapest                                                              | Ungheria                                                              | 1 – 1                                                                 | Spagna                                                                | Amichevole                                                            | -1                                                                    | 46’                                                                   |
| Totale                                                                |                                                                       | Presenze                                                              | 2                                                                     |                                                                       | Reti                                                                  | -1                                                                    |                                                                       |

## Palmarès
- Campionato spagnolo: 1

Atlético Madrid: 1995-1996
- Coppa di Spagna: 1

Atlético Madrid: 1995-1996
- Campionato inglese: 1

Manchester United: 2002-2003